# Астрофизическая обсерватория Шиботн
Астрофизическая обсерватория Шиботн — астрономическая обсерватория в городе Шиботн, Норвегия, принадлежащая Физическому факультету Университета Тромсё. Данная обсерватория является самой северной обсерваторией в мире, внесенной в список кодов Центра малых планет. Находясь за полярным кругом в обсерватории можно наблюдать звездное небо только с 1 октября по 1 апреля. Но и в этот период времени при ясной погоде астрономическим наблюдениям часто мешают полярные сияния. За год набирается 15-20 ночей фотометрического качества. Главный инструмент обсерватории 0.5-м Ричи-Кретьен, в основном используемый в учебных целях и для тестирования оборудования. На данном телескопе используются такие приборы как: спектрограф, ПЗС-камера и фотометры. Основная тематика работы обсерватории: исследования взаимодействующих двойных звезд (W UMa), вспышечных звезд и звезд типа Дельта Щита. Одновременно с астрофизической обсерваторией на территории Шиботна расположена геомагнитная обсерватория, отслеживающая появления авральной зоны на севере Норвегии.